# El Hadji Khalifa Ba
El Hadji Khalifa Ba (* 12. Oktober 1985 in Dakar, Senegal) ist ein senegalesischer Fußballspieler.

## Karriere
Seine Profikarriere begann der Verteidiger 2002 beim FC Martigues. Nach nur einem Jahr folgte der Wechsel zu Olympique Marseille. 2010 wechselte er zum kasachischen Verein FK Aqtöbe.